# Musée de la Société historique des Bermudes
Le musée de la Société historique des Bermudes est un musée situé à Hamilton, dans les Bermudes.

## Historique et description
Il permet de parcourir 400 ans d'histoire des Bermudes avec des collections contenant des cartes, du mobilier, des portraits, des documents et d'autres objets des années 1600 à nos jours. La Société historique des Bermudes a été fondée en 1895 et est située à Par-La-Ville road, résidence de l’époque géorgienne de l’ancien maître de poste de la ville de Hamilton, William Bennett Perot. Le musée contient également le portrait de sir George Somers et de sa femme. Somers faisait partie des marins naufragés qui ont colonisé l’île au début des années 1600.